# Розклад часових рядів
Розклад часових рядів — це статистична задача, по розкладанню часового ряду на кілька складових, кожна з яких представляє одну з основних категорій шаблонів. Існує два основних типи декомпозиції, які описані нижче.

## Розклад на основі швидкості зміни
Це важливий метод для всіх типів аналізу часових рядів, особливо для сезонного пристосування. Його метою є побудува на основі спостережуваного часового ряду кількох рядів-компонент (які можна використовувати для реконструкції оригіналу шляхом додавання або множення), де кожен з них має певну характеристику або тип поведінки. Наприклад, часові ряди зазвичай розкладають на такі складові:
- {\displaystyle T_{t}} — компонента тренду в момент часу t, яка відображає довгострокову прогресію ряду (вікова варіація[en]). Тенденція існує, коли дані постійно зростають або зменшуються. Компонента тренду не обов'язково має бути лінійною.[1]
- {\displaystyle C_{t}} — циклічна складова в момент часу t, яка відображає повторювані, але неперіодичні коливання. Тривалість цих коливань залежить від характеру часового ряду.
- {\displaystyle S_{t}} — сезонна складова в момент часу t, що відображає сезонність (сезонні коливання). Сезонність існує, коли на часовий ряд впливають сезонні фактори. Сезонність виникає протягом фіксованого та відомого періоду (наприклад, кварталу року, місяця або дня тижня).[1]
- {\displaystyle I_{t}} — нерегулярний компонент (або «шум») у момент часу t, який описує випадкові нерегулярні впливи. Він представляє залишки або залишок часового ряду після видалення інших компонентів.

Отже, часовий ряд, що використовує адитивну модель, можна розглядати як
{\displaystyle y_{t}=T_{t}+C_{t}+S_{t}+I_{t},}
тоді як мультиплікативна модель буде
{\displaystyle y_{t}=T_{t}\times C_{t}\times S_{t}\times I_{t}.}
Адитивна модель буде використовуватися, коли варіації навколо тенденції не змінюються з рівнем часового ряду, тоді як мультиплікативна модель буде доречною, якщо тенденція пропорційна рівню часового ряду.
Іноді трендовий і циклічний компоненти групуються в один, який називається компонентом тренд-цикл. Компонент циклу тенденції можна просто назвати компонентом «тренд», навіть якщо він може містити циклічну поведінку. Наприклад, STL-декомпозиція (акронім від англ. Seasonal and Trend decomposition using Loess) розкладає часовий ряд на сезонні, трендові та нерегулярні компоненти з використанням методу локальної регресії LOESS (англ. locally estimated scatterplot smoothing) та подає компоненти окремо, за допомогою чого циклічний компонент (якщо він присутній у даних), то він включається до компоненти тренду.

## Розклад на основі передбачуваності
Теорія аналізу часових рядів використовує ідею розкладання часового ряду на детерміновані та недетерміновані компоненти (або передбачувані та непередбачувані компоненти). Див. теорему Уолда та розклад Уолда.

## Приклади
Кендалл наводить приклад декомпозиції на гладкі, сезонні та нерегулярні множники для набору даних, що містить значення миль, які щомісяця пролітають авіакомпанії Великої Британії.
При аналізі стратегій, прогнозування майбутнього виробництва біопалива є ключовими даними для прийняття кращих рішень, і нещодавно були розроблені статистичні моделі часових рядів для прогнозування відновлюваних джерел енергії, а також розроблено метод мультиплікативного розкладання для прогнозування майбутнього виробництва біоводню. Оптимальна довжина ковзного середнього (сезонна тривалість) і початкова точка, де розміщуються середні, були вказані на основі найкращого збігу між поточним прогнозом і фактичними значеннями.

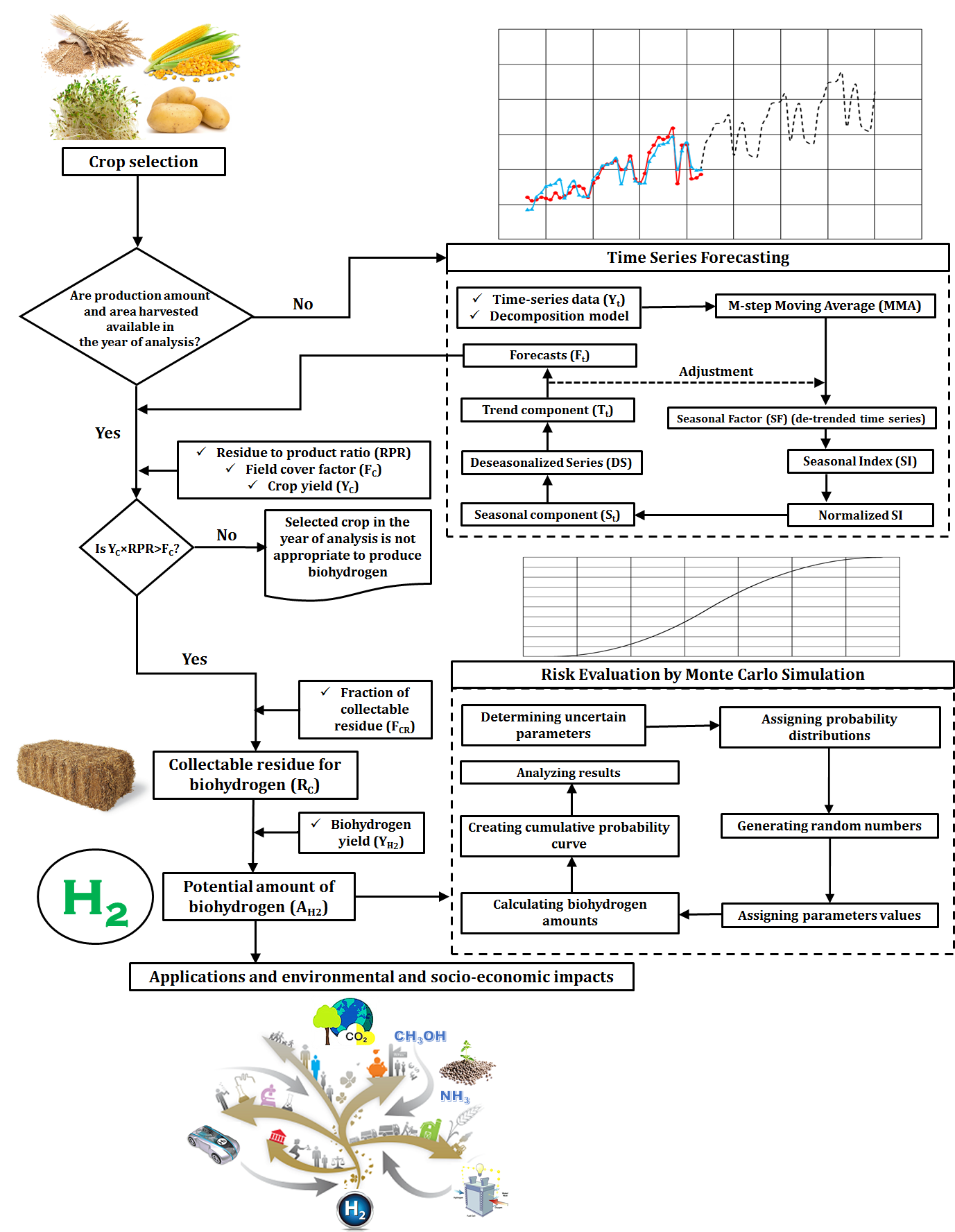
Приклад використання мультиплікативного розкладу в прогнозі виробництва біоводню.

## Програмне забезпечення
Прикладом статистичного програмного забезпечення для цього типу декомпозиції є програма BV4.1, яка базується на Берлінській процедурі.

## Подальше читання
- Enders, Walter (2004). Models with Trend. Applied Econometric Time Series (вид. Second). New York: Wiley. с. 156–238. ISBN 0-471-23065-0.